# Albrecht Behmel
Albrecht Behmel (født 1971 i Stuttgart, Tyskland) er en tysk forfatter og historiker.

## Biografi og værk
Behmel har skrevet romaner, filmmanuskripter og faglitteratur. I 2003 vandt han Det Tyske Kunstakademis pris for et hørespil om den irske digter og forfatter Flann O'Brien. De fleste af hans romaner handler om Berlin, heste, dialekter, faldgruber for menneskelig kommunikation og søvnløshed. Han var medlem af det tyske liberale parti FDP mellem 2001 og 2010.

### Skønlitteratur
- Homo Sapiens Berliner Art. Schenk, Passau 2010, ISBN 978-3-939337-78-2 (Homo Sapiens typisk Berlin)
- Die Berliner Express-Historie. 80000 Jahre in 42 Schlückchen. Berlin 2007, ISBN 978-3-9809951-5-3 (Berlin Historien)
- Ist das Ihr Fahrrad, Mr. O'Brien?. SR 2003[4] (Er det din cykel, Mr. O'Brien?)
- Das Nibelungenlied Ibidem-Verlag, Stuttgart 2001, ISBN 3-89821-145-2 (Nibelungen Sang)

### Faglitteratur
- Die Mitteleuropadebatte in der Bundesrepublik Deutschland. Ibidem-Verlag, Hannover 2011, ISBN 978-3-8382-0201-3 (Debat om Centraleuropa i Tyskland)
- 1968 – Die Kinder der Revolution.. Hannover 2011, ISBN 978-3-8382-0203-7 (1968: Børn af revolutionen)[5]
- Was sind Gedankenexperimente? Stuttgart 2001, ISBN 3-89821-109-6 (hvilke tankeeksperimenter?)
- Themistokles. Stuttgart 2000, ISBN 3-932602-72-2 (Vinder af Salamis)